# Grindhouse (filme)
Grindhouse é um filme americano de 2007, escrito, dirigido e produzido por Quentin Tarantino e Robert Rodriguez, com colaborações de Eli Roth, Rob Zombie e Edgar Wright. O projeto é uma homenagem em forma de paródia aos filmes de horror da década de 1970. Há duas histórias dentro de Grindhouse: Planet Terror, dirigido por Rodriguez, que mostra um grupo de pessoas lidando com zumbis e enfrentando militares; e Death Proof, dirigido por Tarantino, que mostra um dublê misógino usando um carro para aterrorizar suas vítimas, além de cinco trailers falsos. Ambos foram lançados em DVD separadamente.

## Elenco e Sinopse

### Planet Terror
| Ator                | Papel           |
| ------------------- | --------------- |
| Rose McGowan        | Cherry Darling  |
| Freddy Rodriguez    | El Wray         |
| Josh Brolin         | William Block   |
| Marley Shelton      | Dakota Block    |
| Jeff Fahey          | J.T. Hague      |
| Michael Biehn       | Xerife Hague    |
| Rebel Rodriguez     | Tony Block      |
| Bruce Willis        | Muldoon         |
| Naveen Andrews      | Abby            |
| Fergie              | Tammy Visan     |
| Tom Savini          | Delegado Tolo   |
| Nicky Katt          | Joe             |
| Michael Parks       | Earl McGraw     |
| Julio Oscar Mechoso | Romy            |
| Hung Nguyen         | Dr. Crane       |
| Carlos Gallardo     | Delegado Carlos |
| Skip Reissig        | Skip            |
| Electra Avellan     | Babá Louca #1   |
| Elise Avellan       | Babá Louca #2   |
| Quentin Tarantino   | Estuprador #1   |
| Greg Kelly          | Estuprador #2   |
| Jerili Romero       | Ramona McGraw   |
| Felix Sabates       | Dr. Felix       |

Em uma cidade isolada do Texas, uma unidade militar liderada pelo Tenente Muldoon (Bruce Willis) tenta comprar um gás chamado "DC2" de um engenheiro químico chamado Abby (Naveen Andrews). Ao saber que o engenheiro tem uma dose extra e que não pretende vender, Muldoon inicia um tiroteiro, e Abby acidentalmente abre um dos contâiners fazendo esse gás espalhar-se pelo ar, transformando os habitantes da cidade em criaturas deformadas sedentas por sangue.
Paralelamente, a dançarina de boate Cherry Darling (Rose McGowan) decide abandonar o clube onde trabalha e decide ir para a churrascaria de seu amigo, J.T. Hague (Jeff Fahey), onde encontra seu ex-namorado El Wray (Freddy Rodriguez), um homem com mira perfeita e um mau histórico com o irmão de J.T., o Xerife Hague (Michael Biehn).
Cherry aceita uma carona de El Wray e, no caminho, são atacados por infectados, que arrancam a perna de Cherry, mas não a infectam. El Wray é levado a delegacia, enquanto Cherry fica no hospital local onde é tratada pelo casal de médicos William (Josh Brolin) e Dakota (Marley Shelton) Block. Em certo momento, Doutor Block descobre que Dakota planejava fugir com o filho deles, e furioso, injeta anestesia nas mãos da esposa, deixando-as inúteis, e a tranca em um armário.
Logo mais infectados chegam ao hospital, e um deles infecta Doutor Block, porém de alguma forma ele continua racional e parte em busca de Dakota, que conseguiu escapar. Enquanto isso, El Wray parte para resgatar Cherry no hospital, colocando um pé de mesa na região em que ficava sua perna. Cherry e El Wray se reconciliam, e devido a um rolo defeituoso, o filme avança vários minutos no tempo: O Xerife está a beira da morte, a churrascaria de J.T. está em chamas e cercada pelos infectados e todos estão cientes do segredo de El Wray. O grupo consegue veículos para seguir a estrada, até o momento de encontrarem Muldoon e sua equipe, que prendem o grupo.
Mais tarde, Muldoon revela que a única cura para a infecção é a exposição contínua ao gás, e que pretende estudar os sobreviventes presos para descobrir o que os torna imunes ao vírus, mas é morto por El Wray e Abby antes que consiga. Enquanto isso, um dos militares (Quentin Tarantino) tenta violentar Cherry, que quebra sua perna falsa para atordoá-lo. El Wray aparece e coloca uma metralhadora na perna de Cherry e os três, junto com outros sobreviventes, fogem enquanto J.T. e o Xerife ficam para trás e explodem a base, matando vários infectados.
O grupo encontra um helicóptero, que usam para fugir, quando Dakota é atacada por Doutor Block, que é morto por McGraw (Michael Parks), e El Wray se sacrifica para permitir que Cherry fuja para a fronteira do México. Um ano depois, Cherry lidera um pequeno movimento de não-infectados que vivem em um paraíso tropical no Caribe, último reduto humano em um mundo dominado por infectados onde ela cria a filha que teve com El Wray, fruto da noite que passaram juntos na churrascaria de J.T.

### Death Proof
| Ator                    | Papel             |
| ----------------------- | ----------------- |
| Kurt Russell            | Dublê Mike        |
| Zoë Bell                | Zoë               |
| Rosario Dawson          | Abernathy         |
| Vanessa Ferlito         | Arlene/Butterfly  |
| Sydney Tamiia Poitier   | Julia             |
| Tracie Thoms            | Kim               |
| Rose McGowan            | Pam               |
| Jordan Ladd             | Shanna            |
| Mary Elizabeth Winstead | Lee               |
| Quentin Tarantino       | Warren            |
| Marcy Harriell          | Marcy             |
| Michael Parks           | Earl McGraw       |
| James Parks             | Edgar McGraw      |
| Eli Roth                | Dov               |
| Omar Doom               | Nate              |
| Michael Bacall          | Omar              |
| Jonathan Loughran       | Jasper            |
| Marley Shelton          | Dakota Block      |
| Monica Staggs           | Lanna Frank       |
| Nicky Katt              | Operador de Caixa |
| Marta Mendoza           | Punky Bruiser     |
| Electra Avellan         | Babá Louca #1     |
| Elise Avellan           | Babá Louca #2     |

A DJ Julia (Sydney Tamiia Poitier) convida suas amigas Arlene (Vanessa Ferlito) e Shanna (Jordan Ladd) para comemorar o seu aniversário no Texas. No caminho elas passam por alguns bares da cidade e, no último deles, Arlene é abordada pelo dublê Mike (Kurt Russell) e convencida por ele a fazer uma dança como parte de um concurso promovido por Julia na rádio.
Pouco depois, Mike oferece uma carona mortal à Pam (Rose McGowan), uma funcionária do bar, contando no caminho ser dono de um carro "100% à prova de morte" para quem está no assento do motorista. Depois de matá-la ele segue as três primeiras garotas e colide seu carro no delas, matando todas no processo mas sobrevivendo. A polícia é incapaz de culpá-lo pelos crimes, já que as moças andaram bebendo e fumando maconha, e Mike escapa sem problemas.
14 meses depois em Lebanon, Tennessee, a maquiadora artística Abernathy (Rosario Dawson), a atriz Lee (Mary Elizabeth Winstead) e a dublê Kim (Tracie Thoms) seguem até o aeroporto para buscar Zoë (Zoë Bell), outra dublê, sem perceberem que estão sendo perseguidas por Mike. Em certo momento, Abernathy consegue um tempo emprestado com um Dodge 1970 de um mecânico, deixando Lee na companhia do sujeito como garantia de que não roubarão o carro. Elas se divertem em alta velocidade com Zoë sobre o capô, até que Mike aparece a colocando em perigo. Apesar de ser derrubada, Zoë fica bem, e as três resolvem revidar. Mike não é capaz de superar as garotas, que o fazem capotar com o carro e o espancam até deixá-lo inconsciente. Depois que o nome de Quentin Tarantino aparece nos créditos, Abernathy mata Mike com uma pisada no crânio.

## Trailers falsos

### Machete
"Ver página:Machete (filme)"
Rodriguez dirige esse segmento, escrito em 1993 como um filme para o ator Danny Trejo (frequente colaborador) para parodiar uma série de filmes como Charles Bronson e Jean Claude Van Damme. Seguindo um assassino de aluguel mexicano traído por seus contratantes, Machete seria logo adaptado para longa-metragem em DVD em 2008.
E a sua continuação Machete Kills foi lançada em 2013 com a participação especial de Lady Gaga.

### Werewolf Women of the SS
Dirigido por Rob Zombie, é inspirado em filmes com nazistas dos anos 70, mostrando um plano secreto do Dr. Heinrich von Strasser (Bill Moseley) da SS de transformar mulheres em lobisomens. Nicolas Cage aparece como Fu Manchu.

### Don't
Dirigido por Edgar Wright (Todo Mundo Quase Morto), é homenagem aos filmes de terror italianos dos anos 70, com narração assustadora, mansões assombradas, e história quase sem nexo.

### Thanksgiving
Eli Roth (Cabin Fever) dirige esse segmento, um filme de assassinos passado no Dia de Ação de Graças (parodiando outros passados em feriados como Halloween, Natal Sangrento e Dia dos Namorados Macabro).
Foi adaptado para um longa metragem de mesmo nome em 2023.

### Hobo with a Shotgun
Mais um trailer que ganhou longa-metragem. A história, dirigida por Jason Eisener, trata sobre um andarilho que faz justiça com as próprias mãos, armado de uma escopeta.